# Vítor Pereira (football, 1978)
Pour les articles homonymes, voir Vítor Pereira.
Vítor José Joaquim Pereira est un footballeur portugais né le 27 août 1978 à Vieira do Minho. Il s'est reconverti entraîneur.

## Carrière
- 1997-1999 : Sporting Braga  Portugal
- 1999-2000 : Deportivo Chaves  Portugal
- 2000-2002 : CF Extremadura  Espagne
- 2002-2005 : Moreirense FC  Portugal
- 2005-2006 : União Leiria  Portugal
- 2008-2009 : Olympiakos Nicosie  Chypre